# Ablabesmyia punctulata
Ablabesmyia punctulata es una especie de insecto díptero del género Ablabesmyia, familia Chironomidae.

Fue descrito por primera vez en 1865 por Philippi. 

## Distribución
Se distribuye por Chile y Argentina.